# عبد السلام العبادي
عبد السلام العبادي (10 مارس 1943 في عمّان، الأردن - 10 أغسطس 2020 في جدة، السعودية)، وزير الأوقاف والشؤون والمقدسات الإسلامية الأردني الأسبق. وأمين عام مجمع الفقه الإسلامي الدولي.

## المؤهلات العلمية
اكمل دراسته الجامعية الأولى في كلية الشريعة في جامعة دمشق سنة 1963م وحصل على الليسانس في الشريعة الإسلامية بتقدير جيد جدا
حصل على دكتوراه في الفقه المقارن مع مرتبة الشرف الأولى من كلية الشريعة والقانون، جامعة الأزهر (1972)م، وعلى دبلوم تمهيدي للماجستير في التاريخ الإسلامي من كلية دار العلوم، جامعة القاهرة (1968)م، وحصل على ماجستير في الفقه المقارن بامتياز من كلية الشريعة والقانون، جامعة الأزهر (1967)م، وبكالوريوس في الشريعة الإسلامية من كلية الشريعة والقانون، من جامعة دمشق (1963)م. حصل على درجة الأستاذية بتعيينه أستاذا في الفقه المقارن في كلية أصول الدين في جامعة البلقاء التطبيقية (2003).

## مناصب شغلها
شغل خلال حياته عدة مناصب منها:
- وكيلا لوزارة الأوقاف (1982-1988)
- مديرا عاما لمؤسسة تنمية أموال الأيتام (1989-1993)
- وزير الأوقاف والشؤون والمقدسات الإسلامية (1993-2001)
- رئيس لمجلس أمناء جامعة آل البيت من (2001 -6 ديسمبر 2014)م، ورئيس للجامعة ذاتها (2004 - 2005)، و(2006 - 2008)،[4]
- أمين عام الهيئة الخيرية الأردنية الهاشمية ورئيس للجنة التنفيذية
- وشغل منصب وزير الأوقاف والشؤون والمقدسات الإسلامية في (2005) وأيضًا من (2009 حتى 2013)[5]
- أمين عام مجمع الفقه الإسلامي الدولي

## وفاته
توفي في مدينة جدة في المملكة العربية السعودية عن عمر 77 عامًا.